# Крук
Крук звичайний, во́рон або заст. краку́н (Corvus corax) — птах роду крук (Corvus) широко розповсюджений у Європі, Азії та Північній Америці. В Україні нечисленні, але звичайно осілі, частково кочові птахи, що зустрічаються по всій території. Живуть у рівнинних і гірських лісах, заплавах річок, байрачних лісах тощо. Етимологія: дав.-гр. κόραξ — давньогрецька назва цього птаха звуконаслідувального походження.

## Опис

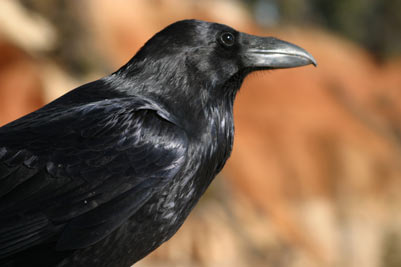
Крук.

Чималі блискучо-чорні птахи з міцним великим дзьобом. Маса до 1600 г, а розмах крил до 150 см. Молоді птахи чорні, без блиску, з буруватим відтінком.
У природі їх визначають за розмірами, чорним кольором оперення і характерним криком «кру-кру» (за що дістали свою українську назву). Шлюбні ігри в повітрі, коли птахи кружляють і ганяють один одного, починаються дуже рано — в лютому і навіть у кінці січня. Великі гнізда мостять високо на деревах. За характером живлення — всеїдні птахи. Охоче поїдають падло, живих дрібних хребетних, комах тощо. Як і хижі птахи, неперетравлені рештки їжі викидають через рот у вигляді погадок.
Гнізда з чималих сучків і гілок мостять у затишних куточках старого лісу або в парках, на високих, старих деревах. Повна кладка з 5 зелених із темними плямками яєць з'являється на початку березня. Насиджують обидва птахи 17—20 днів. Пташенята залишаються в гнізді близько місяця.
Круки дуже корисні птахи, які знищують багато шкідливих комах і гризунів, а також виконують у природі санітарні функції. Заслуговують на цілковиту й ретельну охорону.
Тривалість життя у дикій природі сягає здебільшого 23 років, хоча більшість особин, імовірно, помирає в перші роки життя. У неволі птахи можуть жити набагато довше. Так, у Лондоні тауерські круки живуть до 44 років або навіть більше; є повідомлення про ворона, який прожив 80 років.

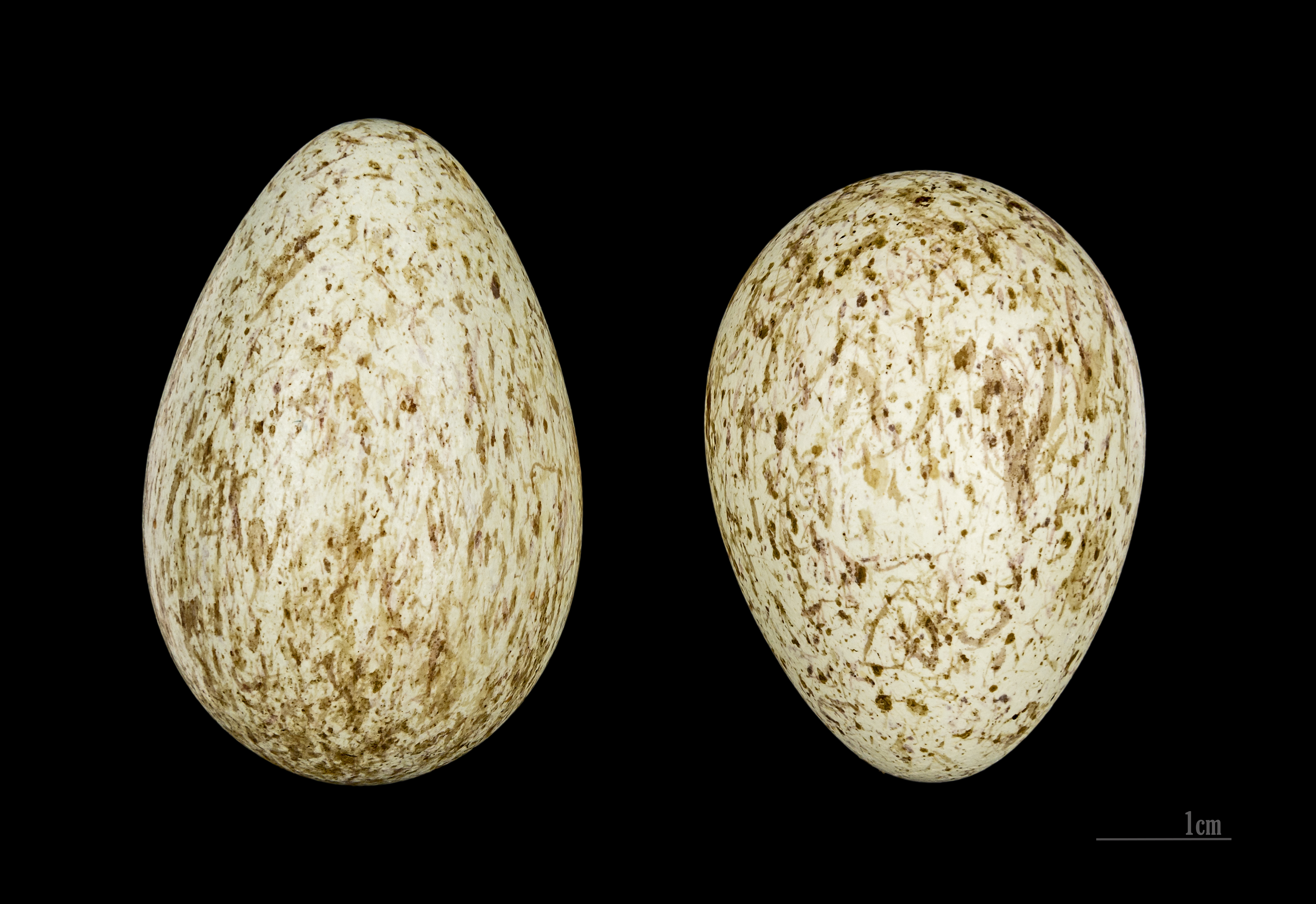
Яйця крука

## Поведінка
Крук має терпіння: якщо очікування перед прийняттям рішення може дати більше, ніж будь-яка дія, він чекатиме. Його терпіння обчислюється у хвилинах, дозволяючи демонструвати цю здатність на рівні приматів.
Також у круків є жести, за допомогою яких вони привертають увагу інших птахів: для цього до дзьоба береться предмет (будь-який, який можна знайти поруч) та демонструється іншим крукам. У першу мить увагу привертає предмет, але потім контакт налагоджується з самим круком, що подає знак. Ця тактика аналогічна діям маленьких дітей, які намагаються привернути до себе увагу.

## Інтелект
Круки, сороки, сойки — це не лише пернаті машини, жорстко запрограмовані своїми генами. Натомість вони є істотами, що в рамках обмежень їх спадковості, приймають складні рішення і показують усі ознаки того, що вони можуть насолоджуватися своєю багатою обізнаністю.— Кендіс Севідж
Мозок крука є одним з найбільших серед птахів. Особливо великий їх hyperpallium. Вони виявляють здатність розв'язувати проблеми, а також демонструють інші когнітивні процеси, як-от імітація та розуміння.
Крук вважається одним з найрозумніших птахів. Британські вчені підтвердили наявність у крука інтелекту. Коли вчені вирішили перевірити, чи справді крук наділений інтелектом, птахам давали пити воду з глибокого глечика, яку він не міг дістати дзьобом. Піддослідний крук здогадався кидати в глечик різні предмети, аби рівень води піднявся. Раніше таку ж саму кмітливість вчені виявляли лише в людиноподібних мавп. За словами керівника експерименту Алекса Тейлора, вони здатні розрізняти об'єкти, що тримаються на плаву, і ті, що тонуть. Круки викидали ґуму та пластмасу з глечика, коли бачили, що рівень води в глечику не підвищується.
Якщо дати крукові тверду їжу, скажімо, сухарик, а біля нього буде вода, то він спершу візьме сухарик, розмочить його у воді та лише тоді з'їсть.
Лінгвіст Дерек Бікертон, спираючись на роботу Бернда Гайнріха, останнім часом стверджує, що круки є одними з чотирьох відомих тварин (іншими є бджоли, мурахи та люди), які продемонстрували лінгвістичне зміщення, здатність спілкуватися про об'єкти або події, віддалені в просторі або часі від процесу спілкування. Наприклад, молоді круки ночують разом уночі, але зазвичай харчуються окремо впродовж дня. Однак, коли один з них виявляє велику тушу, яку охороняє пара дорослих круків, він повернеться до своїх друзів і розповість про свою знахідку. Наступного дня зграя молодих круків полетить на місце знахідки й віджене дорослих. Бікертон стверджує, що поява лінгвістичного зміщення була, можливо, найважливішою подією в еволюції людської мови, і що круки єдині хребетні разом із людиною, що демонструють таку здатність.

## Комунікація
Голос крука — гучне трубне гортанне «Кур» або виразне «ток», а також загальновідоме каркання. Учені виявили у круків понад 200 різних звукових сигналів. Кожен з цих сигналів має своє конкретне значення — від повідомлення про безпеку, наявність їжі й до команди пташеняті, що випало з гнізда, сидіти в кущах тихо і не рухатися. Круки здатні повторювати звуки, у тому числі й людські слова.

## Систематика
Вид включає 8—11 підвидів:

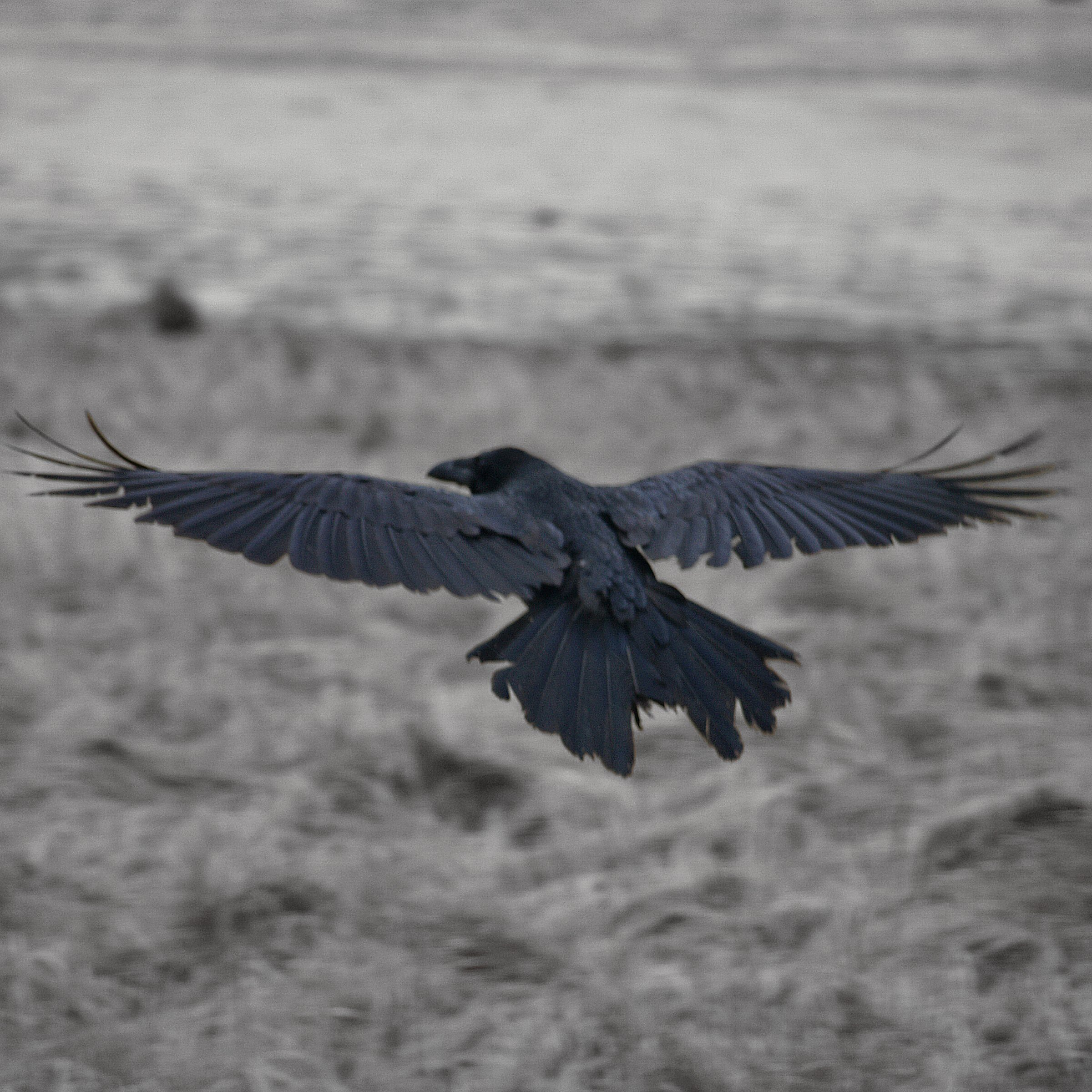
Крук північноатлантичного підвиду (C. c. varius) над Селтьярнарнес, Ісландія.

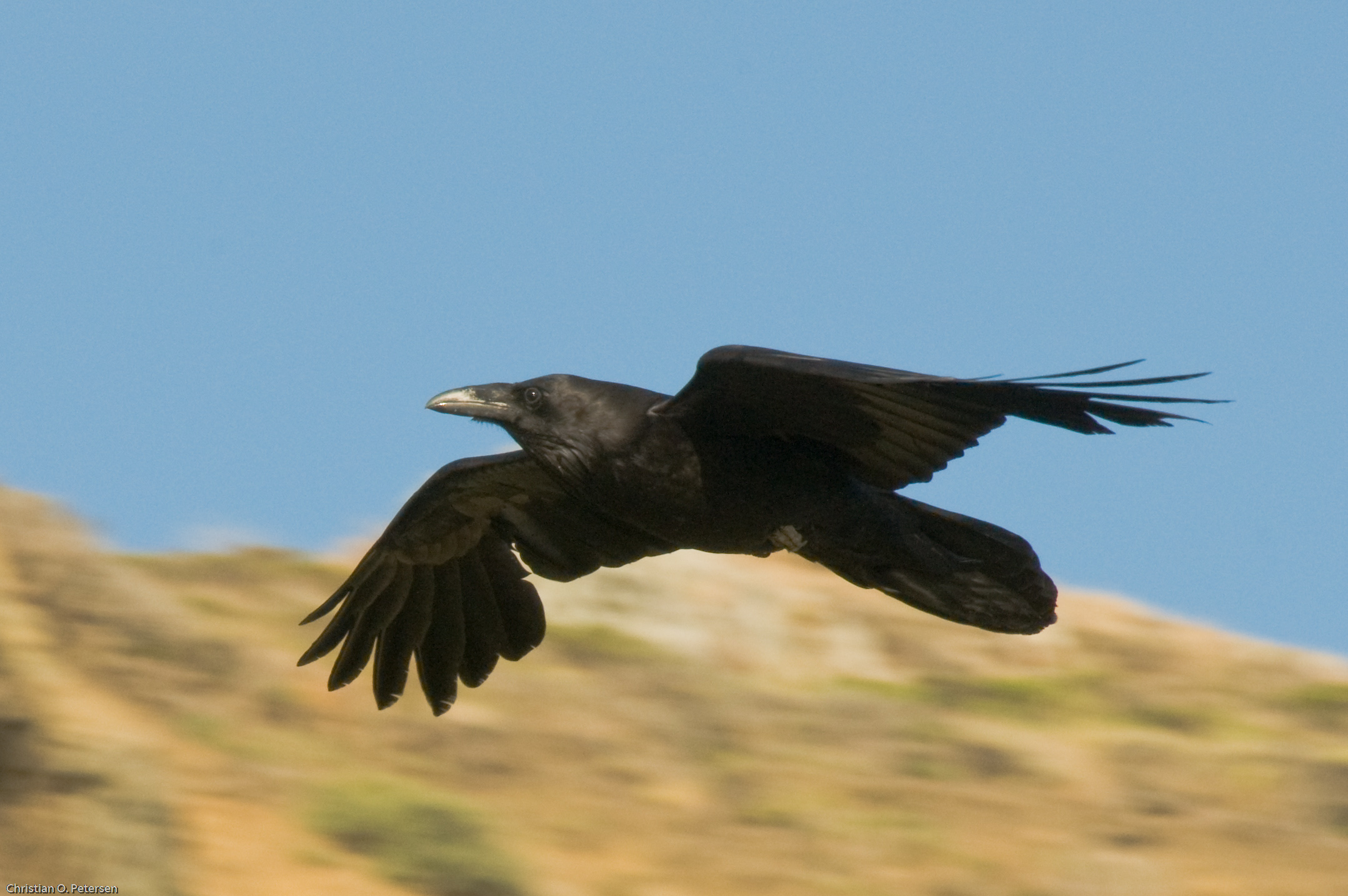
Крук північноамериканського підвиду (С. c. principalis) над Муїр-Біч (Північна Каліфорнія).

- C. c. corax Linnaeus, 1758 — від Європи на схід до озера Байкал, на південь до Кавказького регіону та північного Ірану
- C. c. varius Brünnich, 1764 — Фарерські острови та Ісландія
- C. c. subcorax Severtzov, 1872 — від Греції на схід до північно-західної Індії, Центральної Азії та Західного Китаю, окрім Гімалайського регіону
- C. c. tingitanus Irby, 1874 — Північна Африка та Канарські острови
- C. c. tibetanus Hodgson, 1849 — Гімалаї, між 3300 і 7000 м н.р.м. — найбільший підвид
- C. c. kamtschaticus Dybowski, 1883 — Північно-Східна Азія
- C. c. principalis Ridgway, 1887 — північ Північної Америки, від Аляски до східного узбережжя й Ґренландії
- C. c. sinuatus Wagler, Isis, 1829 — південно-центральна Північна Америка та Центральна Америка

## Роль у міфології
Круки є одними із найзловісніших птахів у народних віруваннях. Їх називають віщунами смерті, оскільки вони живуть у глухих лісах, живляться падлом. В українському фольклорі вони стали символом загибелі.
Інша думка: крук — це перевтілений чорт, який літає людськими дворами та робить шкоду.
Почувши голос крука, люди спльовували через ліве і праве плече, аби вберегтися від біди, проганяли птаха.
Своєю чергою, в германо-скандинавській міфології круки є позитивними персонажами. Двоє круків служать богові Одіну, а їхні імена — Хугін і Мунін — означають «думка» і «пам'ять». Також крук символізує мудрість та довголіття.

## Прислів'я й приказки

### Ворон
- Ворон воронові ока не виклює (Ном., 152; Фр., 1, 2, 262; Укр. пр., 1963, 517);
  - Ворон ворону ока не клює (Зін., 218);
  - Ворон воронові очі не видзьобає (Фр., III, 2, 408);
  - Ворон ворону очі не виклює, а хоч і виклює, то не вийме (Н. н., Сумщ.).

- Кому ворон над головою кряче, той має щастя собаче (ІМФЕ, 29-3, 120, 38).

- Старий ворон пусто не кряче (Фр., III, 1, 169); …даром не кряче: …не каркне мимо (Н. н., Сумщ.).— Рос.: Снег., 383; Даль, 353, 490.

- То й ворон кряче, що жир має (Висл., 342; Укр. пр., 1963, 493).

### Крук
- Де стерво, там і круки.
- Крук крукові ока не виклює.
- Не штука вбити крука — злови-но живого.